# Jan Steen (arkitekt)

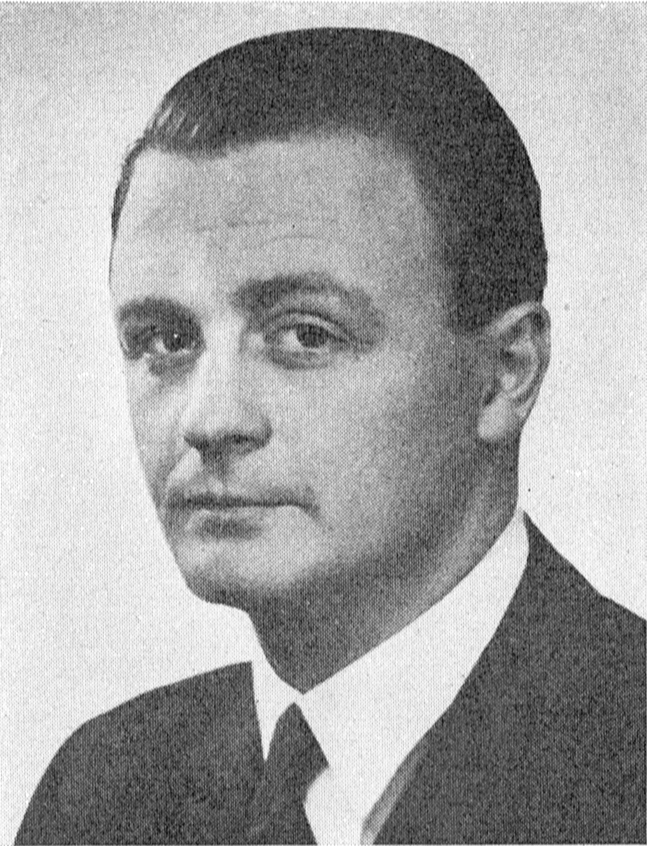
Jan Steen

Jan Olof Ragnar Steen, född 30 november 1914 i Göteborg, död där 7 juni 2002, var en svensk arkitekt och företagsledare.
Steen, som var son till arkitekt Sven Steen och Elin Ewerlöf, utexaminerades från Chalmers tekniska högskola 1940. Han var innehavare av arkitekt- och byggnadsfirman F.O. Peterson & Söner 1941–1984 (ordförande sedan 1952). 
Steen var styrelseledamot i Svenska Arbetsgivareföreningen 1969–1984, i Göteborgs hantverks- och industriförening 1954–1963, i Göteborgs byggmästareförening 1951–1986 (ordförande 1959–1986), i Försäkrings AB Liv-Svea 1953–1965, i Granit AB C.A. Kullgrens Enka 1952–1963, i Trädgårdsföreningen i Göteborg 1949–1975, i Lundsbergs skola 1948–1980 (ordförande 1964–1980), i Göteborgs inteckningsgaranti AB 1960–1978, i Investment AB Skansen Lejonet 1964–1975, i Svenska byggnadsindustriförbundet 1958–1984 (ordförande 1969–1984) och i Svenska Amerika Linien 1968–1977. 
Steen var ledamot av Göteborgs stadsfullmäktige för högern 1959–1970, av stadskollegiet 1960–1963 och 1968–1970, av fastighetsnämnden 1960–1970 (ordförande 1968–1970), av andra fondstyrelsen ATP 1973–1984 och ordförande i Carlanderska sjukhemmet 1973–1995.